# Похідний функтор
У математиці похідним функтором називається певна послідовність функторів, які можна ввести для точних зліва коваріантних функторів на абелевій категорії, що має досить багато ін'єктивних об'єктів. Також за допомогою двоїстості подібні функтори можна задати і за інших умов на функтори і категорії (див. #Варіації). Дана операція є досить абстрактною, але об'єднує велику кількість конструкцій в математиці.

## Мотивація
В багатьох ситуаціях коротка точна послідовність може бути використана для побудови довгої точної послідовності. Поняття похідного функтора пояснює ці спостереження.
Нехай задано коваріантний точний зліва функтор F: A → B між абелевими категоріями A і B. Якщо 0 → A → B → C → 0 — коротка точна послідовність в A, то, застосовуючи F, отримуємо точну послідовність 0 → F (A) → F (B) → F (C). Виникає питання: чи можна продовжити цю точну послідовність вправо, щоб отримати довгу точну послідовність? Строго кажучи, це питання не є коректним, так як завжди існують різні способи продовжити дану точну послідовність вправо. Але виявляється (якщо категорія A є досить «хорошою») що існує один канонічний спосіб зробити це за допомогою правих похідних функторів функтора F. Для кожного i ≥ 1 існує функтор Ri F: A → B і наведена вище послідовність продовжується як: 0 → F (A) → F (B) → F (C) → R1 F (A) → R1 F (B) → R1 F (C) → R2 F (A) → R2 F (B) → ....
Звідси зокрема випливає, що F є точним функтором якщо і тільки якщо R1F = 0; тобто певним чином F вимірює наскільки далеким є функтор F від того, щоб бути точним.
Якщо A в короткій точній послідовності є ін'єктивним об'єктом, тоді послідовність розщеплюється. При застосування адитивного функтора до розщепленої послідовності одержується розщеплена послідовність і тому R1F(A) = 0. Тобто функтори (для i>0) є нульовими для ін'єктивних об'єктів: це є мотивацією для побудови нижче.

## Побудова і основні властивості

### Ін'єктивні резольвенти
Ключовим припущенням щодо абелевої категорії A є те, що в ній досить багато ін'єктивних об'єктів, в тому сенсі, що для будь-якого об'єкта A з A існує мономорфізм A → IA, де IA — ін'єктивний об'єкт у A.
Нехай F: A → B — коваріантний точний зліва функтор і X — об'єкт категорії A. Оскільки існує досить багато ін'єктивних об'єктів, можна побудувати довгу точну послідовність виду
{\displaystyle 0\to X\to I^{0}\to I^{1}\to I^{2}\to \cdots ,}
де Ii ін'єктивні об'єкти. Дійсно, якщо позначати IA ін'єктивний об'єкт в який вкладається об'єкт A і послідовно jn — відображення у точній послідовності у об'єкт In, то індуктивно можна ввести jn+1 як композицію {\displaystyle I^{n}\to \operatorname {coker} (j_{n})\to I_{\operatorname {coker} (j_{n})}.}
Одержана послідовність називається ін'єктивною резольвентою X. 

#### Властивості
Ін'єктивна резольвента не є однозначно визначеною оскільки вкладення об'єкта в ін'єктивний об'єкт не обов'язково є єдиним. Проте вона має багато хороших властивостей з точки зору гомологій:
- Будь-який морфізм {\displaystyle f:A\to B} продовжується до морфізму ін'єктивних резольвент, як ланцюгових комплексів, тобто існує комутативна діаграма в якій рядки є ін'єктивними резольвентами:

{\displaystyle {\begin{matrix}0\to &A&\to &I^{0}&\to &I^{1}&\to &I^{2}&\to &\ldots \\&\downarrow f&&\downarrow &&\downarrow &&\downarrow \\0\to &B&\to &J^{0}&\to &J^{1}&\to &J^{2}&\to &\ldots \end{matrix}}.}
- Два такі морфізми ланцюгових комплексів {\displaystyle f^{*},g^{*},} що продовжують морфізм {\displaystyle f:A\to B} є (ланцюгово) гомотопними, тобто існують морфізми {\displaystyle k_{n}:I^{n+1}\to I^{n}} (з очевидними корекціями на початку послідовності), такі що {\displaystyle j_{n}\circ k_{n-1}+k_{n}\circ i_{n+1}=g_{n}^{*}-f_{n}^{*},} де {\displaystyle i_{n},j_{n}} — морфізми у ін'єктивних резольвентах у об'єкти In і Jn, а {\displaystyle g_{n}^{*},f_{n}^{*}} — n-ні компоненти морфізмів ланцюгових комплексів {\displaystyle f^{*},g^{*}} (знову ж умову гомотопності треба змінити на початку послідовності але це неважко зробити аналогічно до загального випадку).
- З попередньої властивості випливає також те, що дві ін'єктивні резольвенти {\displaystyle F^{*},G^{*}} для одного об'єкта категорії є гомотопно еквівалентними, тобто існують морфізми ланцюгових комплексів {\displaystyle f^{*}:F^{*}\to G^{*},\;g^{*}:G^{*}\to F^{*},} такі що морфізм {\displaystyle g^{*}\circ f^{*}} є гомотопним {\displaystyle \operatorname {Id} _{F}^{*},} а морфізм {\displaystyle f^{*}\circ g^{*}} є гомотопним {\displaystyle \operatorname {Id} _{G}^{*}.}

### Побудова похідних функторів
При застосуванні функтора F до ін'єктивної резольвенти після відкидання першого члена одержується ланцюговий комплекс
{\displaystyle 0\to F(I^{0})\to F(I^{1})\to F(I^{2})\to \cdots }
Загалом він не є точною послідовністю оскільки функтор F не є точним. Проте можна обчислити його когомології i-го порядку (ядро відображення з F(Ii) по модулю образу відображення в F(Ii)); результат позначається RiF (X). 
Якщо f : X → Y — морфізм, то з попереднього можна побудувати ін'єктивні резольвенти X* і Y* і морфізм f* : X* → Y*, що продовжує f. Тоді F(f*) є морфізмом ланцюгових комплексів і тому він породжує морфізм на когомологіях, тобто морфізми із RiF (X) у RiF (Y), який і є образом fпри дії функтора RiF.
Якщо X* і Y* є двома ін'єктивними резольвентами для об'єкта X то вони є гомотопно еквівалентними і тому F (X*) і F (Y*) теж є гомотопно еквівалентними (за допомогою морфізмів F (kn), де kn як вище задають гомотопну еквівалентність між X* і Y*). Тобто когомології для X* і Y* є ізоморфними і тому Ri F (X) є коректно визначеними. 
Також, якщо f* і g* є морфізмами ін'єктивних резольвент, що продовжують f : X → Y, то f* і g* є гомотопними, а тому і F (f*) з F (g*) є гомотопними. Звідси випливає, що F (f*) і F (g*) породжують один морфізм на гомологіях тобто морфізм Ri F (f) є коректно визначеним.

## Властвості
- З точності зліва випливає, що

0 → F (X) → F (I0) → F (I1) є точною, так що R0F (X) = F (X).
- Якщо сам об'єкт X є ін'єктивним, то можна взяти ін'єктивну резольвенту 0 → X → X → 0 і отримати, що Ri F (X) = 0 для всіх i ≥ 1. На практиці, цей факт, разом з існуванням довгою точної послідовності, часто використовується для обчислення значень правих похідних функторів.
- Послідовність функторів RnF є δ-функтором, тобто для точної послідовності

{\displaystyle 0\to A\to B\to C\to 0}
існують морфізми {\displaystyle \delta ^{n}\colon R^{n}F(C)\to R^{n+1}F(A),} що дозволяють утворити точну довгу послідовність:
{\displaystyle 0\to F(A)\to F(B)\to F(C)\ {\xrightarrow {\delta ^{0}}}\ R^{1}F(A)\to G^{1}(B)\to R^{1}F(A'')\ {\xrightarrow {\delta ^{1}}}R^{2}F(A')\ \to \ldots }
і для комутативної діаграми виду
{\displaystyle {\begin{array}{ccccccccc}0&\to &A_{1}&{\xrightarrow {f_{1}}}&B_{1}&{\xrightarrow {g_{1}}}&C_{1}&\to &0\\&&\alpha \downarrow \quad &&\beta \downarrow \quad &&\gamma \downarrow \quad &&\\0&\to &A_{2}&{\xrightarrow {f_{2}}}&B_{2}&{\xrightarrow {g_{2}}}&C_{2}&\to &0\end{array}}}
де рядки є точними, утворені довгі точні послідовності є частинами комутативної діаграми:
- Нехай η : F → G є натуральним перетворенням від точного зліва функтора F до точного зліва функтора G. Це перетворення породжує природні перетворення Riη : RiF → RiG і Ri стає функтором із категорії точних зліва функторів із A в B у категорію всіх функторів із A в B. Цей функтор узгоджується із довгими точними послідовностями. А саме, якщо

{\displaystyle 0\to A{\xrightarrow {f}}B{\xrightarrow {g}}C\to 0}
є точною довгою послідовністю, тоді утворюється комутативна діаграма:
Результати про довгі точні послідовності у цьому і попередньому пунктах одержуються за допомогою леми про змію.
- Навпаки, якщо задана послідовність функторів Ri: A → B, що переводять короткі точні послідовності у довгі, задовольняють умови попередніх двох пунктів і для кожного ін'єктивного об'єкта I в категорії A, Ri(I)=0 для всіх додатних i, тоді ці функтори є правими похідними функтора R0.
- Більш загально, якщо Gi де {\displaystyle i<a\in \mathbb {N} \cup \{\infty \}} є δ-функтором для точного зліва функтора F тоді існує єдине натуральне перетворення δ-функторів RiF → Gi (де {\displaystyle i<a\in \mathbb {N} \cup \{\infty \}}),  що комутує з ізоморфізмами R0F і G0 з F. Якщо також Gi = 0 (де {\displaystyle i<a\in \mathbb {N} \cup \{\infty \}}), то це натуральне перетворення є ізоморфізмом.
- Нехай F: A → B і G: B → C є функторами між абелевими категоріями, де A і B мають досить багато ін'єктивних об'єктів. Нехай також G є точним зліва, F є точним і для кожного ін'єктивного об'єкта I в категорії A, виконується властивість RiG (F(I)) = 0, n>0. Тоді існує натуральний ізоморфізм між {\displaystyle R^{*}(G\circ F)} і {\displaystyle R^{*}(G)\circ F.}
- Нехай F: A → B і G: B → C є функторами між абелевими категоріями, де A і B мають досить багато ін'єктивних об'єктів. Нехай також G є точним і F є точним зліва. Тоді існує натуральний ізоморфізм між {\displaystyle R^{*}(G\circ F)} і {\displaystyle G\circ R^{*}(F).}

## Варіації
Якщо починати з коваріантного точного справа функтора G і в категорії A є досить багато проективних об'єктів (тобто для будь-якого об'єкта A категорії A існує епіморфізм P → A, де P — проективний об'єкт), то можна аналогічним чином визначити ліві похідні функтори Li G. Для об'єкта X категорії A побудуємо проективну резольвенту
{\displaystyle \cdots \to P_{2}\to P_{1}\to P_{0}\to X\to 0,}
де Pi — проективні об'єкти. Застосовуючи G до цієї послідовності і відкидаючи останній член можна обчислити гомології Li G (X). Як і у випадку правих похідних функторів, L0G (X) = G (X).
В цьому випадку довга точна послідовність буде продовжена вліво, а не вправо:
{\displaystyle 0\to A\to B\to C\to 0}
дає
{\displaystyle \cdots \to L_{2}G(C)\to L_{1}G(A)\to L_{1}G(B)\to L_{1}G(C)\to G(A)\to G(B)\to G(C)\to 0}.
Ліві похідні функтори занулюються на проективних об'єктах.
Можна також розглядати контраваріантний точний зліва функтор F; отримувані праві похідні функтори тоді також будуть контраваріантними. Коротка точна послідовність
{\displaystyle 0\to A\to B\to C\to 0}
перетворюється в довгу точну послідовність
{\displaystyle 0\to F(C)\to F(B)\to F(A)\to R^{1}F(C)\to R^{1}F(B)\to R^{1}F(A)\to R^{2}F(C)\to \cdots }
Ці праві похідні функтори занулюються на проективних об'єктах і, отже, обчислюються за допомогою проективних резольвент.
Усі вказані конструкції мають аналогічні властивості із правими похідними функторами для коваріантних точних зліва функторів, переформульовані із врахуванням двоїстості у кожному окремому випадку.

## Приклад
- Якщо {\displaystyle A} є абелевою категорією, тоді її категорія морфізмів {\displaystyle A^{\{\ast \to \ast \}}} теж є абелевою. Функтор {\displaystyle \ker :A^{\{\ast \to \ast \}}\to A,} що переводить кожен функтор у його ядро є точним зліва. Його правими похідними функторами є

{\displaystyle R^{i}(\ker )(f)={\begin{cases}\ker(f)&i=0\\\operatorname {coker} (f)&i=1\\0&i>1\end{cases}}}
Двоїстий функтор {\displaystyle \operatorname {coker} } є точним справа і його лівими похідними функторами є 
{\displaystyle L_{i}(\operatorname {coker} )(f)={\begin{cases}\operatorname {coker} (f)&i=0\\\ker(f)&i=1\\0&i>1\end{cases}}.}

## Застосування
Когомологія пучків.. Якщо X — топологічний простір, то категорія всіх пучків абелевих груп на X є абелевою категорією, в якій є досить багато ін'єктивних об'єктів. Функтор, що зіставляє пучку L групу глобальних перетинів L(X) є точним зліва, і його праві похідні функтори називаються також функторами когомологій пучків і зазвичай позначаються як Hi(X,L). Трохи більш загально: якщо (X, OX) — окільцьований простір, то категорія всіх пучків OX-модулів — абелева категорія, в якій є досить багато ін'єктивних об'єктів, і можна побудувати когомології пучків як праві похідні функтори функтора глобальних перетинів.
Функтор Ext. Якщо R — кільце, то категорія всіх лівих R-модулів є абелевою і в ній досить багато ін'єктивних об'єктів. Якщо A — фіксований лівий R-модуль, то функтор Hom (A,-) є точним зліва і його праві похідні функтори позначаються ExtRi(A,-).
Функтор Tor. В категорії лівих R-модулів досить багато проективних об'єктів. Якщо A — фіксований правий R-модуль, то тензорний добуток з A є точним справа коваріантним функтором на категорії лівих R-модулів; його ліві похідні функтори позначаються TorRi(A,-).
Когомологія груп. Нехай G — група. G-модулем  M називається абелева група M разом з дією групи G на M. Це те ж саме, що і модуль над груповому кільці Z G. G-модулі утворюють абелеву категорію, в якій досить багато ін'єктивних об'єктів. Нехай MG — підгрупа M, що складається з елементів M, інваріантних відносно дії G. Це точний зліва функтор, його праві похідні функтори — функтори когомологій груп, зазвичай позначаються як Hi(G, M).